# Pseudoscienza
La pseudoscienza è l'insieme di ogni teoria, metodo o pratica che afferma, pretende o vuole apparire scientifica e che, tuttavia, non soddisfa i criteri tipici della scientificità, ovvero non adotta il metodo scientifico, che è il metodo alla base della scienza moderna, per dimostrare le proprie affermazioni e progredire. Tra i primi a usare il termine ci fu François Magendie, pioniere della fisiologia. Il termine deriva dal prefisso greco ψευδής pseudés (falso, mendace) e dal latino scientia (conoscenza).

## Definizione
Viene chiamata "pseudoscienza" qualsiasi dottrina che in superficie appare essere scientifica o che ha dei presupposti scientifici, ma che contravviene ai requisiti di verificabilità richiesti dalla scienza o comunque devia sostanzialmente da altri fondamentali aspetti del metodo scientifico. In senso più restrittivo, Martin Gardner definisce la pseudoscienza "una teoria interpretativa della natura che, partendo da osservazioni empiriche per lo più fortemente soggettive, tramite diversi procedimenti solo apparentemente logici, giunge a un'arbitraria sintesi, in stridente contrasto con idee comunemente condivise".
In epistemologia tuttavia non c'è unanime accordo su come stabilire in modo oggettivo un confine netto fra scienza e pseudoscienza. Tipicamente la transizione tra i due campi è caratterizzata dall'incremento degli esami scientifici e delle prove a supporto della teoria; ad esempio, la deriva dei continenti, un tempo ritenuta una teoria pseudoscientifica, è divenuta parte integrante del patrimonio scientifico, soprattutto dopo la scoperta delle prove paleomagnetiche che sostengono il concetto di tettonica a zolle. Anche l'evoluzione della specie o l'eliocentrismo sono state sottoposte inizialmente a feroci critiche scientifiche.
Il termine pseudoscienza ha oggi una connotazione negativa poiché segnala che gli argomenti definiti pseudoscientifici sono inaccurati o ingannevolmente presentati come scienza.

## Identificare le pseudoscienze
Gli standard per determinare se una conoscenza, una metodologia o pratica siano scientifiche possono variare da un campo scientifico all'altro, tuttavia, esistono una serie di principi base sui quali gli scienziati concordano come ad esempio, nelle scienze sperimentali, la riproducibilità e la verificabilità intersoggettiva.
Questi principi mirano ad assicurare che prove rilevanti possano essere riprodotte e/o misurate nelle medesime condizioni. Ci si aspetta inoltre che ogni dato sia documentato e reso pubblico al fine di potere essere sottoposto a revisione paritaria così consentendo successivi e ulteriori esperimenti volti a confermare la veridicità o falsità dei risultati dichiarati e a convalidare l'attendibilità dei valori numerici, stabilendone la significatività statistica e l'intervallo di confidenza.
Alla metà del XX secolo Karl Popper suggerì il criterio della falsificabilità per distinguere la scienza da ciò che non è scienza. Affermazioni come "Dio ha creato l'universo" possono essere vere o false ma nessun test può provare che esse siano false quindi tali asserzioni non sono scientifiche, queste affermazioni si pongono fuori dai confini propri della scienza.

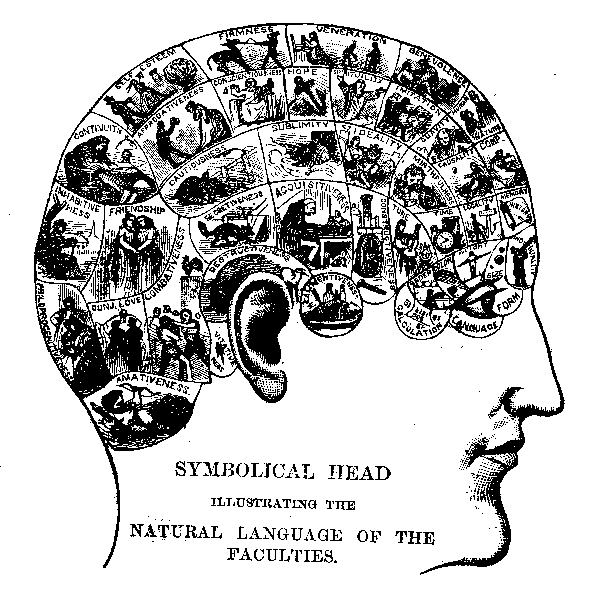
Mappa frenologica del XIX secolo. La frenologia fu definita una pseudoscienza nel 1843 e continua anche oggi ad essere considerata tale.

L'esigenza di proporre solo affermazioni suscettibili di falsificazione comporta che la scienza è metodologicamente naturalistica, cerca cioè spiegazioni solo all'interno del mondo materiale, astenendosi da ogni eventuale contributo, vero o falso che sia, suggerito dalla religione. Molte discipline ritenute pseudoscientifiche sono spesso accusate di essere delle religioni laiche.
La scienza va distinta quindi dalla rivelazione, dalla teologia o dalla spiritualità. Tuttavia, quando la ricerca scientifica produce risultati che contrastano ad esempio con l'interpretazione creazionista delle scritture, la reazione dei creazionisti è quella sia di rigettare le conclusioni della ricerca e dei suoi fondamenti scientifici sia di rigettare la metodologia; per questi motivi il creazionismo è considerato pseudoscienza da gran parte della comunità scientifica. È questo uno dei casi in cui il termine di "pseudoscienza" viene utilizzato dai seguaci di una teoria giudicata pseudoscientifica per negare tale attribuzione ribaltando invece la stessa accusa sulla teoria scientifica dalla quale si differenziano. Posizione analoga a quella dei creazionisti è tenuta anche dagli scientologisti che credono nelle teorie dianetiche.

### Caratteri
Una pseudoscienza può essere caratterizzata da alcuni dei seguenti aspetti:
- affermazioni vaghe, imprecise prive di specifiche misurazioni[3] o per le quali si sostiene che non siano misurabili[18];
- come corollario della tendenza precedente, sostenere una tesi richiamando artatamente uno o più termini dal "suono scientifico" in modo da confezionare surrettiziamente la detta tesi come fosse scientifica tout court;
- affermazioni prive di verifica sperimentale oppure in contraddizione con altri risultati sperimentali;
- affermazioni impossibili da verificare o da confutare[19];
- tendenza a modificare abitualmente la natura delle proprie asserzioni per sfuggire alle critiche;
- presentazione di risultati sperimentali privi di qualsiasi forma di revisione paritaria (la cosiddetta "scienza delle conferenze stampa");
- violazione del rasoio di Occam, ovvero il principio secondo il quale per spiegare un dato fenomeno si debba preferire, tra le teorie possibili, quella con meno ipotesi possibile[20];
- denuncia di un presunto ostracismo della "scienza ufficiale", dovuto a chiusura mentale e interessi economici[21];
- mancanza di effettivo controllo sui risultati come l'utilizzo del doppio cieco nella sperimentazione;
- asserzioni che si afferma non siano state dimostrate come false e che quindi devono essere vere (o viceversa). È il cosiddetto caso dell'argumentum ad ignorantiam[22];
- asserzioni eccessivamente legate a prove testimoniali o esperienze personali. Tali prove possono essere utili per contestualizzare la scoperta ma non devono essere usate per il test di verifica d'ipotesi.[23]

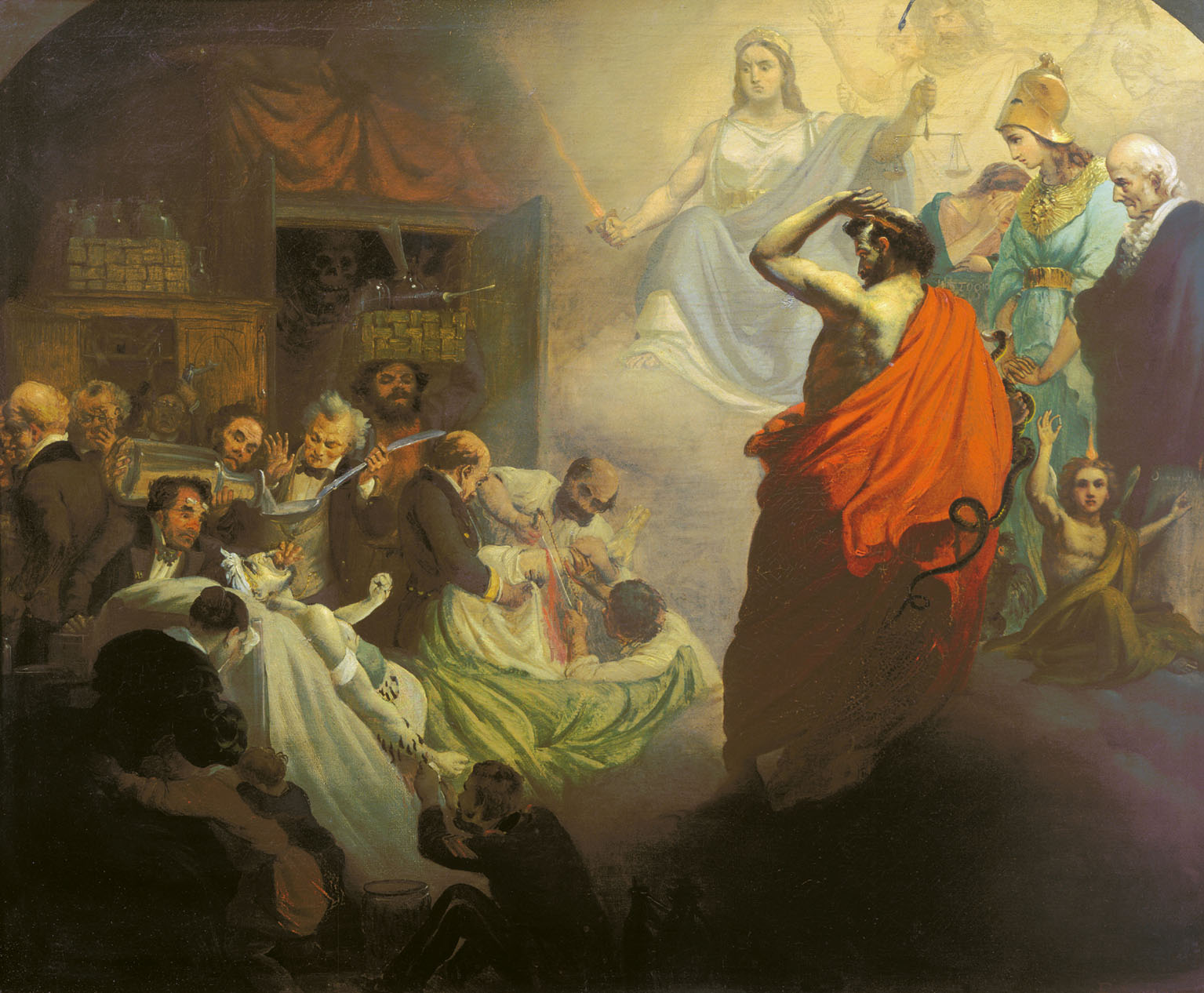
Dipinto di Alexander Beydeman nel quale gli omeopati osservano le brutalità della medicina del XIX secolo

- asserzioni che presentano dati che sembrano comprovare il risultato ma che non tengono conto di altri dati che confliggono con esso[24]. Questo è un esempio di effetto di selezione ovvero una distorsione della prova o dei dati che ha origine nel modo in cui i dati sono raccolti.
- richiamare l'olismo come opposto al riduzionismo; coloro che propongono teorie pseudoscientifiche, in particolar modo nel campo della medicina alternativa spesso ricorrono al "mantra dell'olismo" per spiegare i risultati negativi[25];
- mancanza di evoluzione e progressi nel proprio campo.[26] Terence Hines ha, ad esempio, rilevato che l'astrologia non è pressoché mutata negli ultimi duemila anni.[27] Di contro la conoscenza che la scienza produce è attendibile ma non infallibile e, di conseguenza, essa può essere mutevole nel tempo. Analogo discorso può essere fatto per l'omeopatia i cui principi fondanti sono praticamente immutati dalla fine del Settecento[9];
- incapacità di autocorreggersi. Nelle ricerche scientifiche si commettono errori che tendono a essere eliminati nel tempo[28], al contrario, le pseudoscienze sono accusate di rimanere inalterate nel tempo a dispetto delle contraddizioni intrinseche;
- Argumentum ad populum (principio di maggioranza): ad esempio, nella medicina alternativa, il soggetto fa leva su un ragionamento: "se migliaia di persone vi ricorrono, qualche cosa di vero deve pur esserci"[9][18];
- principio d'autorità (Ipse dixit): nella pseudoscienza si riscontra la tendenza a fare accettare, senza possibilità di critica, il pensiero di una data persona (l'autorità) sulla base del fatto che questa deve essere considerata superiore.[29]

Chet Raymo enuncia una serie di azioni che vengono tipicamente utilizzate per accreditare una teoria pseudoscientifica, occorre:
1. conferire alla teoria un'aura di scientificità
2. falsificare le credenziali di chi la propugna (ad es. qualificandolo come Ph.D.)
3. esporre la teoria in modo molto semplice, astenendosi dalla matematica
4. non esitare a spiegare tutti i fenomeni che oggi la scienza non riesce a spiegare
5. mostrare almeno una dozzina di ricorrenze per ogni fenomeno che si vuole esistente
6. tenersi alla larga dalle superstizioni più ingenue (ad esempio gli oroscopi)
7. porre l'individuo al centro di una fitta rete di influenze cosmiche
8. aggiungere un po' di sesso (non guasta mai)
9. non avere paura di lanciarsi contro la scienza istituzionale
10. tenere pronto il famoso passo dell'Amleto "ci sono più cose in cielo e in terra, Orazio, di quante ne sogni la tua filosofia."

### Le fallacie logiche che alimentano le tesi pseudoscientifiche
Il bioeticista George Dvorsky ha enunciato i più comuni errori di logica che tendono ad alimentare nel pubblico la credenza in tesi pseudoscientifiche.
- La falsa equivalenza: si tende a mettere sullo stesso piano tesi scientifiche e tesi pseudoscientifiche sulla base non delle prove a sostegno ma della percezione e della bravura dialettica del sostenitore delle teorie antiscientifiche; è ciò che avviene ad esempio nei dibattiti su evoluzionismo e creazionismo o in quelli sul riscaldamento globale.
- Appello alla natura: si tende a considerare ciò che è naturale come buono e giusto e quello che è creato dall'uomo attraverso il progresso e la tecnologia come cattivo perché altererebbe il flusso naturale delle cose, non considerando il progresso stesso come parte integrante del corso della natura.
- Selezione osservativa: è la tendenza a generalizzare singoli casi facendone regole erga omnes ignorando così non solo le basi di una qualsiasi analisi statistica ma cancellando dalla propria analisi tutti i dati che la contraddicono (ad esempio il citare un conoscente che è vissuto sino a 100 anni bevendo e fumando come prova di non nocività di fumo e alcol).
- Appello alla fede: è la tendenza a commistionare o sostituire prove e atti di fede; si rinuncia a capire qualcosa e si presta in essa una fiducia incondizionata a prescindere da ogni evidenza scientifica.
- Il Dio dei vuoti: la scienza non spiega tutto né ha la pretesa di farlo, per colmare questi vuoti la gente si affida a spiegazioni metafisiche e pseudoscientifiche.
- Appello alle conseguenze: si diffida della ricerca scientifica in ragione delle paventate conseguenze negative che essa può avere; tuttavia le eventuali conseguenze negative non sono imputabili alla ricerca in sé ma al modo in cui questa viene condotta o usata.
- È solo una teoria: si concreta nel considerare teorie in senso riduttivo anche quelle che per portata applicativa hanno assunto, solo dopo necessaria prova sperimentale, il ruolo di paradigma (ad esempio la teoria della relatività).
- Sostituirsi a Dio: è un corollario dell'appello alla natura, cioè l'idea che la scienza non debba occuparsi di materie che si ritengono pertinenza di un'Entità suprema.

## Il dibattito sulle pseudoscienze

### Scienza e pseudoscienza
(Fëdor Dostoevskij da I demoni)
La scienza non afferma l'assoluta verità delle proprie affermazioni; infatti una teoria scientifica deve essere ritenuta valida soltanto fino a quando riesce a spiegare i fenomeni noti e a fornire previsioni che siano verificabili sperimentalmente; e una nuova teoria potrà soppiantarne una precedente solo qualora riesca a prevedere o spiegare fenomeni non previsti o non spiegati fino ad allora. Inoltre essa sarà ritenuta "vera" solo se riesce a resistere ai tentativi di "falsificazione"; per tale motivo, l'attività degli scienziati, se da un lato consiste nel raccogliere nuovi dati e nel formulare nuove teorie, dall'altro, si svolge nel cercare di falsificare le teorie e le affermazioni altrui. Quindi, in ambito scientifico, il ruolo della critica reciproca è di fondamentale importanza.

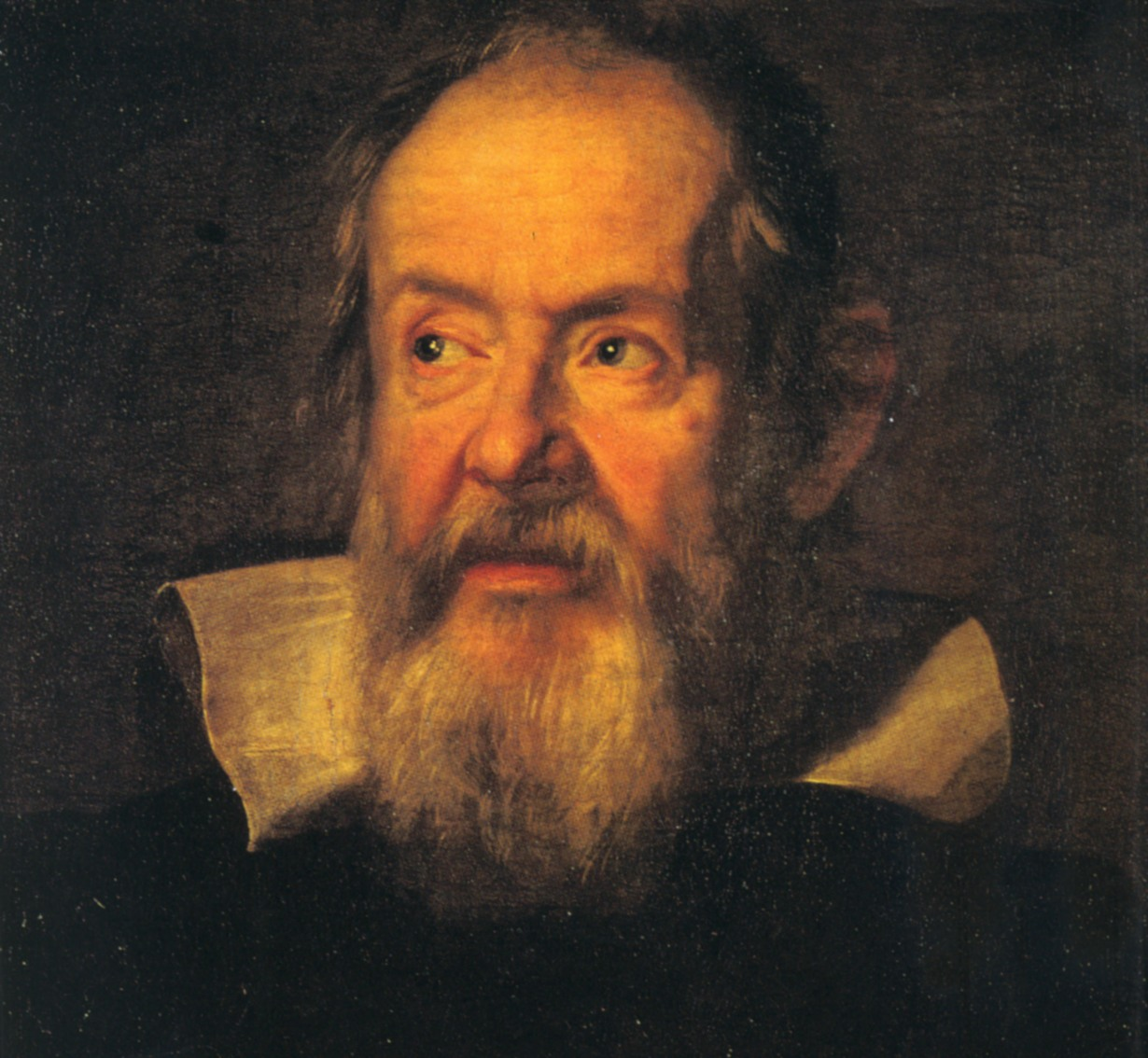
Galileo Galilei, iniziatore del metodo scientifico

Ad esempio, la teoria newtoniana della gravitazione universale, che sembrava poter spiegare ogni fenomeno fisico legato all'interazione tra corpi celesti (determinismo), è stata inglobata dalla teoria della relatività di Einstein, che ha previsto e spiegato nuovi fenomeni di origine gravitazionale (ad esempio, la precessione del perielio di Mercurio e la deflessione dei raggi luminosi ad opera dei campi gravitazionali, per ricordarne alcuni).
Secondo i sostenitori delle pseudoscienze, invece, la scienza non accetterebbe l'esistenza dei fenomeni che non riesce a spiegare; la pseudoscienza quindi, si propone di accogliere e spiegare con metodi alternativi questi fenomeni. Tuttavia essi sono finora risultati inesistenti se indagati tramite il metodo scientifico (ad esempio, gli influssi degli astri sulla personalità degli individui, oppure la capacità di comunicare con il pensiero o di prevedere il futuro); e quindi la scienza risponde a simili obiezioni richiedendo la prova scientifica per le pretese fenomenologie pseudoscientifiche. La questione pertanto si riduce a una scelta fra chi ammette l'esistenza della sola oggettiva razionalità scientifica, e chi invece afferma che gli eventi si possano spiegare attraverso altre vie, non necessariamente razionali e oggettivate dalla rilevazione empirica o sperimentale.

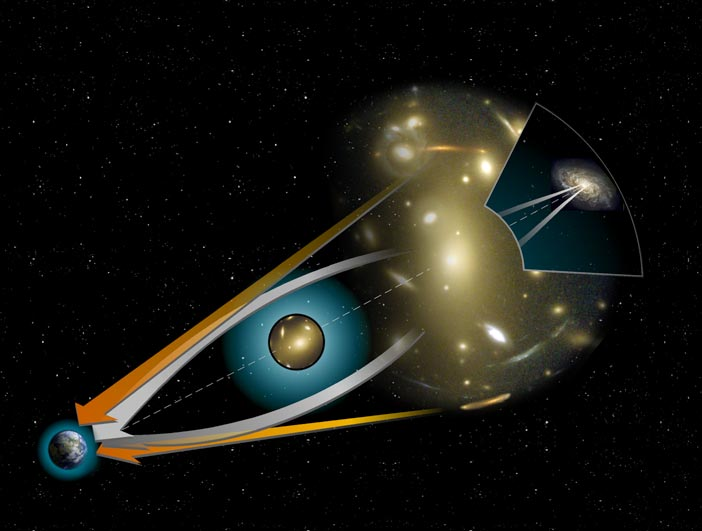
La deviazione della luce così come teorizzata da Einstein e che trovò conferma per la prima volta durante l'eclissi del 1919

Il termine "pseudoscienze" è stato coniato per sgombrare il campo da discipline che, pur presentandosi al pubblico come scientifiche, pretendono di fornire risultati che avrebbero un grado di verificabilità e quindi di autorevolezza pari a quello delle scienze, ma che tuttavia rifiutano di applicare i metodi rigorosi richiesti dal metodo scientifico.
Molti sostenitori delle pseudoscienze sono tali perché ritengono desiderabile poter oltrepassare i limiti
che la conoscenza scientifica impone; lo scontro verte tuttavia sul fatto che le pseudoscienze pretendono di esibire l'etichetta di scienza senza essere disposte a pagare il prezzo, in termini di metodo rigoroso, che questa etichetta richiede.
Inoltre, se anche le scienze ufficiali fossero tanto ottuse e conservatrici quanto vengono dipinte dagli adepti delle pseudoscienze, non si capirebbe allora il senso di tanta insistenza nel volersi definire scienze, se non per uno scopo propagandistico e pubblicitario.
La scienza non può spiegare tutto. Esistono campi molto importanti della vita umana su cui la scienza non può dire nulla, semplicemente perché il suo metodo non è adatto a trovare le risposte per certe domande. La scienza non può ad esempio stabilire se una musica è bella o no:  i concetti di "bello" o "brutto" non appartengono alla scienza, ma all'estetica, che non è una scienza formale in quanto non adotta il metodo scientifico, ma che tuttavia pone e cerca di risolvere questioni di indubbio interesse.

Nello stesso modo, la scienza non ha nulla da dire né pro né contro l'esistenza di Dio. Il concetto di Dio appartiene a campi diversi della conoscenza, come la religione e la metafisica, da cui la scienza formale - o in linea generale tutte le discipline che adottano il metodo scientifico - si è metodologicamente dissociata in tempi relativamente moderni. Ciò non toglie che comunque esistano parecchi pareri contrari, come ad esempio il pensiero di Sam Harris:
(da un discorso di Sam Harris per presentare il suo libro La fine della fede)
Diversa è la posizione di Hilary Putnam, che ritiene in linea di principio le verità religiose non in conflitto con la scienza. Altri tuttavia sono di diversa opinione e indicano teorie come il creazionismo e il disegno intelligente quali esempi di pseudoscienze.

#### Alcuni esempi di teorie pseudoscientifiche
Tra le pseudoscienze più diffuse nella cultura popolare contemporanea si annoverano l'astrologia (con innumerevoli seguaci in tutto il mondo, benché nulla di quanto affermi sia dimostrato scientificamente), il creazionismo, la lottologia. Anche l'omeopatia è considerata una pseudoscienza in quanto è incompatibile con le attuali conoscenze biochimiche e non fornisce dimostrazioni sperimentali dei suoi effetti curativi.

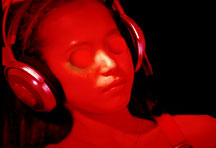
Esperimento di deprivazione sensoriale volto a dimostrare la telepatia

Le discipline pseudoscientifiche sostengono di basarsi su fatti ed eventi apparentemente reali e dimostrati, anche se talvolta si fondano solo su sensazioni, impressioni e desideri dei cosiddetti "ricercatori" che se ne occupano.
- Sensazioni:
  - quando una persona "si sente osservata", spesso avverte "una strana sensazione" (alcuni dicono addirittura "uno strano pizzicore sul collo"); questo fenomeno sarebbe dovuto, sempre secondo gli pseudoscienziati, a una capacità telepatica del nostro cervello, che tutte le persone avrebbero, la maggior parte delle quali però senza rendersene conto.
- Impressioni:
  - altre pseudoscienze, come l'oniromanzia, affermano che durante il sonno le capacità del cervello si amplificano, per cui è possibile avere sogni premonitori attraverso i quali prevedere il futuro. Tuttavia, da Sigmund Freud in poi si è iniziato ad interpretare i sogni da un diverso punto di vista, tentando di spiegare da un punto di vista scientifico il modo in cui il cervello rielabora ricordi e sensazioni per formare dei sogni legati sia ad elementi di realtà esterna che ad elementi endopsichici. La validità scientifica di tali risultati è tuttavia altamente controversa. Basti pensare che le modalità d'interpretazione dei sogni da parte di Freud e di Carl Gustav Jung (fondatori rispettivamente della psicoanalisi e della psicologia analitica) sono profondamente diverse, e non vi è un criterio oggettivo e valutabile sperimentalmente per discernere tra le due, così come tra le altre teorie che sono state formulate in proposito. Oggi anche molti psicoanalisti sostengono che l'interpretazione dei sogni, e la psicoanalisi in generale, sia più "arte" che scienza; in ciò distanziandosi dallo stesso Freud, secondo cui la psicoanalisi sarebbe una scienza, basata in ultima istanza sull'osservazione imparziale dei dati clinici.
- Desideri:
  - la psicologia rileva, a proposito delle pseudoscienze, che esse si basano fondamentalmente sul desiderio innato, più o meno cosciente, che l'uomo ha di spiegare tutti i fenomeni del mondo che lo circonda. Le dottrine delle pseudoscienze, essendo talvolta molto vaghe e approssimative (proprio perché spesso basate su impressioni e sensazioni, in contrasto col metodo scientifico), sono alle volte più semplici di un'equazione matematica, di una legge fisica o di una dimostrazione geometrica.

Anche nell'architettura si hanno alcune teorie discutibili e discusse, come quella che vorrebbe indagare presunti benefici effetti dell'opportuna esposizione dell'abitazione rispetto alla rete di Hartmann, secondo il quale tutta la Terra sarebbe percorsa da un "reticolo di energia" (chiamato appunto "rete di Hartmann"); alcuni nodi di questa rete sarebbero "positivi", mentre altri sarebbero "negativi" e costruire una casa su un nodo "negativo" risulterebbe in effetti disastrosi sugli abitanti. Analoghi concetti sono espressi dal feng shui cioè l'arte di arredare basata sull'ascolto delle energie che pulsano tra le mura delle nostre case e nei luoghi in cui trascorriamo la maggior parte del nostro tempo.

### Il problema del metodo
(Cartesio Discorso sul metodo)
Le pseudoscienze non sono "discriminate" dalla comunità scientifica per via dei loro campi di studi, nei quali avrebbero dato risultati talmente sconvolgenti da mettere in pericolo la carriera degli scienziati ufficiali. Le pseudoscienze sono definite "pseudo" per via del loro metodo di ricerca, irriducibile al metodo sperimentale, ossia non per ciò su cui ricercano, ma per il modo in cui lo ricercano.

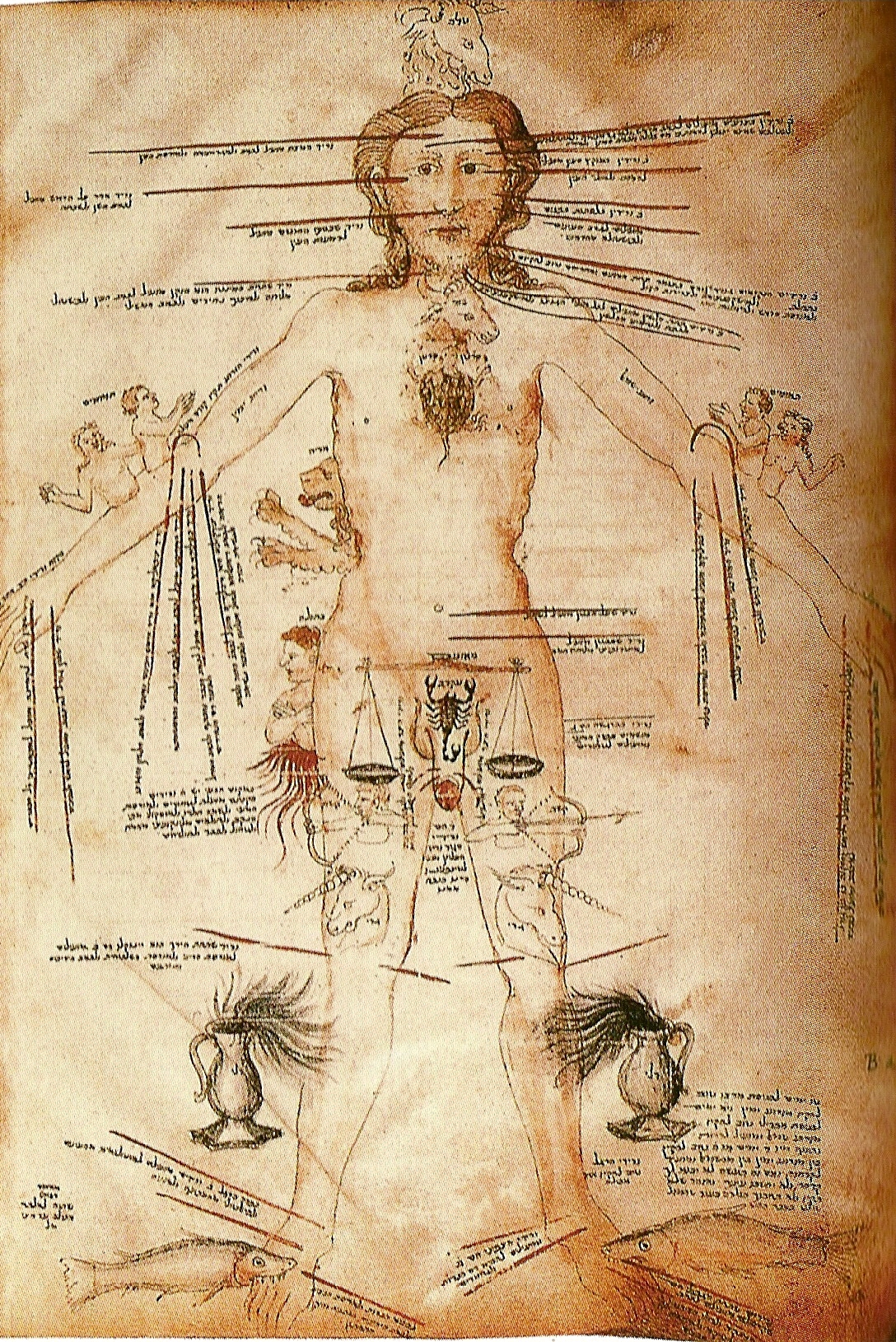
Manoscritto del XIV secolo descrivente l'influenza dei segni astrologici sul corpo umano

La scienza compie continuamente errori, tuttavia ammette la correzione degli errori, e se dimostra che una certa teoria è errata, il sapere scientifico si corregge. Se una teoria viene smentita (attraverso gli esperimenti e le verifiche), tutta quella parte di una scienza che si basava su di essa deve cambiare. Al contrario, tutte le pseudo-scienze hanno la caratteristica di rimanere valide e di non cambiare anche se si dimostra sperimentalmente che le basi stesse su cui si fondano sono errate. Ne consegue che la conoscenza che esse forniscono non può essere di tipo scientifico, dato che per la scienza può essere definito "vero" solo ciò che è dimostrato: la loro sarà una conoscenza simile a quella della religione, in cui è "vero" ciò a cui si crede, e non ciò che si è in grado di dimostrare. Un vero scienziato accetta qualsiasi fenomeno, anche se inspiegato, purché sia accertato che tale fenomeno esista.
Un esempio di questo fenomeno è quello dell'astrologia, che nell'antichità veniva considerata una scienza, poiché inglobava quegli studi che anche oggi appartengono a una scienza, cioè l'astronomia. L'accumularsi di queste conoscenza ha diviso l'astronomia, che si è attenuta ai dati scientifici via via accumulati, dall'astrologia, che invece è rimasta fedele al modello superato.
L'astrologia è oggi considerata unanimemente "non scientifica" ed è considerata tout court una pseudoscienza. Nel 1975 l'American Humanist Association pubblicò un manifesto sull'astrologia, firmato da 186 scienziati e tra questi 18 premi nobel, in cui era scritto che la comunità scientifica era preoccupata dell'aumento delle persone che credono nell'astrologia pur in mancanza di basi e prove scientifiche e nonostante ci siano forti prove contrarie sulla sua validità scientifica. Il manifesto suscitò l'attenzione del filosofo della scienza Paul K. Feyerabend che lo criticò nel suo libro La scienza in una società libera (1978), per il tono autoritario delle affermazioni e per la mancanza di prove a sostegno delle tesi sostenute. Più in generale Feyerabend affermava che la stessa scienza è più aggressiva e dogmatica delle istituzioni religiose.
Nella scienza la teoria di partenza e la motivazione alla ricerca in sé sono certo importanti (un'ipotesi di partenza sbagliata può fare sprecare tutto il tempo e tutto il denaro seguendo false piste), ma non essenziali: quello che conta è infatti un risultato che sia scientificamente verificabile, anche se contrasta con l'ipotesi di partenza (che verrà cambiata dal nuovo risultato, se si dimostra dopo verifiche che era corretto). Al contrario, nelle pseudoscienze la teoria di partenza è sempre più importante del risultato, al punto che si piegano le osservazioni in modo da adattarle alla teoria di partenza. Ogni volta che una dottrina non ammette di modificare le proprie tesi di partenza in caso di risultati contrastanti con esse, si tratterà di una pseudoscienza.
Il celebre fisico Richard Feynman, in occasione del suo discorso di inaugurazione dell'anno accademico 1974-75 al Caltech, conia il termine “scienze da cargo cult” per spiegare l'approccio errato che le pseudoscienze assumono nell'indagine dei fenomeni. Il termine “cargo cult” (culto del cargo), si riferisce ai riti praticati da alcune popolazioni polinesiane, le quali durante la seconda guerra mondiale vennero in contatto con la civiltà occidentale, beneficiando delle merci (vestiario, cibo in scatola, ecc.) che venivano portate dagli aerei (i cargo, appunto) come approvvigionamento per i soldati. A guerra terminata, tali popolazioni istituirono dei rituali per tentare di evocare nuovamente l'atterraggio dei cargo, costruendo piste di atterraggio e finte torri di controllo, imitando cioè quello che avevano visto fare dai militari. Ecco un passaggio del discorso di Feynman:
(Richard Feynman)
Tramite questa analogia Feynman intende mettere in evidenza come le pseudoscienze, nonostante tentino di scimmiottare il metodo scientifico, manchino totalmente o parzialmente dell'elemento essenziale che dovrebbe caratterizzare una scienza, ovvero l'integrità scientifica, la capacità di mettere continuamente in discussione le supposizioni iniziali sulla base dei risultati sperimentalmente ottenuti.

### Metodi inadatti?
(Marcello Truzzi)
La storia della scienza ha conosciuto numerosi casi di fenomeni che era impossibile studiare per l'assenza di strumenti adatti a farlo. Ad esempio, in epoca antica era impensabile studiare i raggi X o le onde radio, che oggi fanno parte della vita di tutti i giorni. Dunque, affermano i cultori delle pseudoscienze, è del tutto possibile che i fenomeni delle "scienze alternative" siano reali, ma sia la scienza tradizionale ad essere incapace di studiarli coi suoi metodi, che si rivelano insufficienti.
Questa osservazione è sensata: la scienza non è in grado di escludere che alcuni o anche tutti i fenomeni ipotizzati dalle pseudo-scienze siano "veri", dato che la scienza può fare affermazioni esclusivamente su ciò che sia possibile sperimentare. Il problema è semmai di tipo epistemologico: per poter studiare questi pretesi fenomeni occorre come prima cosa dimostrare che esistono. E questa dimostrazione tocca ai sostenitori della loro esistenza.
Gli strumenti per studiare onde radio e raggi X non si sono assemblati da soli, ma sono stati costruiti per amplificare fenomeni che erano stati riscontrati dagli scienziati nel corso delle loro ricerche. Tocca ai cultori delle pseudoscienze riuscire a costruire gli apparecchi che rendano percepibile ciò che non lo è, o almeno proporre teorie che riescano a spiegare perché risulti impossibile registrare sperimentalmente tali fenomeni.
La stessa scienza patologica offre esempi di come entusiasmo e "abbagli collettivi" diano vita a fenomeni in realtà inesistenti, come fu, ad esempio, per i raggi N, ritenuti esistenti e oggetto di pubblicazioni scientifiche per un paio di anni fino a quando nel 1905 il fisico statunitense Robert W. Wood non smentì sperimentalmente ogni probabile esistenza di tali raggi.

### Il problema dei risultati
Il campo delle pseudoscienze ha visto all'opera, nel dopoguerra, ad esempio nel campo della parapsicologia, un nucleo di ricercatori onesti, preparati, e determinati ad applicare il metodo scientifico al campo di ricerca da essi scelto. Tuttavia, nel campo delle pseudoscienze quando si applica, come nel caso di tali ricercatori, un rigoroso metodo scientifico non si ottengono mai, in nessun caso, risultati significativi.
Anche l'interesse, spesso citato dai cultori delle pseudo-scienze, da parte degli eserciti sovietico e statunitense nel periodo della guerra fredda, che consentì lo stanziamento di fondi per ricerche estese in questo campo, ebbe vita piuttosto breve proprio per la totale assenza di risultati in condizioni scientificamente controllate, al punto che questa esperienza meritò all'ESP (acronimo di Extra Sensorial Perception, percezione extrasensoriale) il nomignolo di "Error Some Place" ("c'è un errore da qualche parte").
Il problema fondamentale delle pseudo-scienze, in conclusione, non è quello di "produrre risultati non spiegabili in base alla scienza tradizionale": il problema è non riuscire a produrre risultati di sorta in condizioni scientificamente controllate. Ad esempio, l'omeopatia non è mai riuscita a dimostrare la proprietà curative dei propri prodotti, in misura superiore a quella del semplice effetto placebo, ogni volta che si è operato in condizioni di doppio cieco.

### La critica alle pseudoscienze
Al fine di mettere alla prova la presunta esistenza del paranormale, ma anche le teorie pseudoscientifiche, è stato istituito il "premio Randi": da diversi anni è in palio la cifra di un milione di dollari che verrà consegnata a chiunque sia in grado di dimostrare sperimentalmente l'esistenza di poteri paranormali o la validità delle affermazioni di molte pseudoscienze (come, ad esempio, prevedere il futuro con l'oroscopo o distinguere una soluzione omeopatica con diluizione superiore a 12 CH dall'acqua distillata). Nessuno ha ancora vinto il premio.

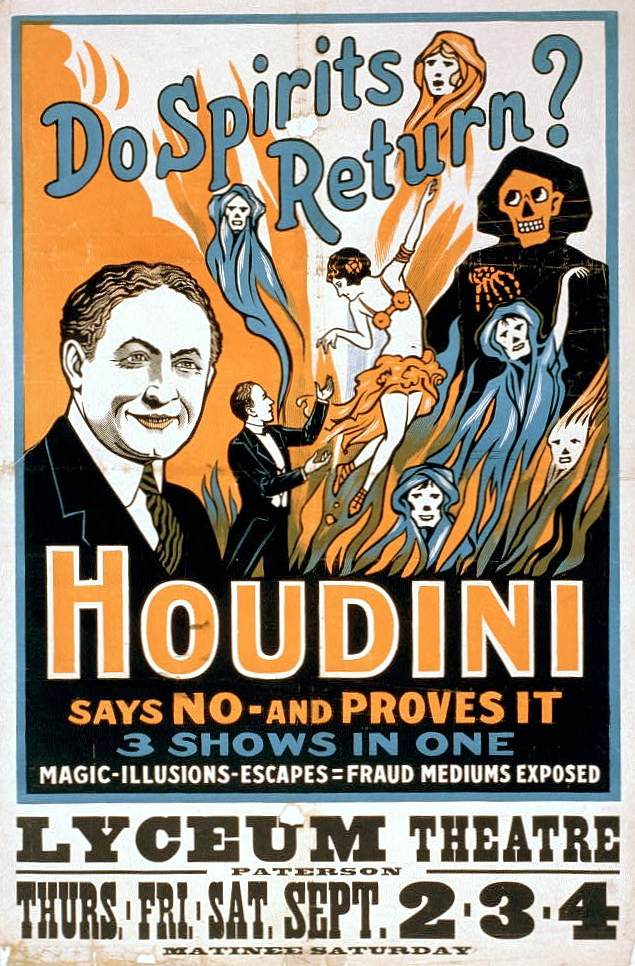
Harry Houdini fu tra i primi a interessarsi di debunking.

In Italia opera il CICAP (Comitato Italiano per il Controllo delle Affermazioni sulle Pseudoscienze) che, sulle orme dell'omologo CSICOP (Committee for the Scientific Investigation of Claims Of the Paranormal) cerca di diffondere la pratica della sperimentazione e dell'osservazione oggettiva di fronte a presunti fenomeni paranormali.

#### Le truffe
In alcuni casi inoltre viene sollevato nei confronti delle pseudoscienze, soprattutto alla luce dei flussi di denaro che provocano, il sospetto di malafede, spesso suffragato da coerenti esiti giudiziari.
Ad esempio esistono alcune discipline che si occuperebbero degli influssi negativi che influenzerebbero il destino delle persone. Si parla in concreto di alcune correnti dell'occultismo, dello spiritismo, della magia bianca e della magia nera, che avrebbero come funzione primaria quella di rimuovere fastidiosi inconvenienti della quotidianità come il malocchio oppure il superamento degli ostacoli per la comunicazione con i propri defunti. Su tali materie opera infatti un numero ingente di sedicenti maghi e medium; pochi tra questi rifiutano una congrua remunerazione, il che legittima il dubbio sulle loro reali finalità.
Se da un lato tali attività sono sospette di frode a danno della buona fede dei clienti va però rilevato che a un così vasto numero di operatori corrisponde un ben più vasto uditorio di potenziali clienti i quali vanno a costituire un vero e proprio mercato a causa della loro superstizione. Coloro cioè che "tolgono il malocchio" esistono poiché vi sono coloro che credono in primo luogo che il malocchio esista e, in secondo luogo, che il malocchio stesso possa esser tolto così come sarebbe stato applicato. Una delle linee difensive più comuni di tali operatori è infatti che essi andrebbero a soddisfare un fabbisogno che non è stato creato da loro (sebbene si astengano in genere dal compiere azioni che tale fabbisogno potrebbero sopprimere).
Allo stesso modo le medicine alternative, come l'Omeopatia o i fiori di Bach, muovono ingenti quantità di denaro al punto che ci sono persone che hanno come unico lavoro la messa in atto di terapie basate su principi pseudoscientifici, riviste specializzate e rubriche dedicate anche in giornali quotidiani a tiratura nazionale come La Stampa.

### Aspetti di psicologia clinica
Neurologi, psicologi e altri membri del mondo accademico si dicono preoccupati per l'incremento di ciò che loro considerano pseudoscienza promossa in ambito psicoterapico e psicologico e attraverso terapie pseudoscientifiche come la programmazione neurolinguistica, il rebirthing, il reparenting, e altre pratiche adottate anche da enti pubblici, governativi e professionali. Gli accademici affermano che tali terapie, prive di base scientifica, utilizzate da sedicenti psicologi, possono determinare danni, screditano le terapie legittime e tendono a diffondere nella società falsi concetti relativi alla natura della mente e del cervello.

### La psicoanalisi
Pur essendo normalmente esercitata da persone con una formazione di tipo scientifico e pur proponendosi come "scienza", la psicoanalisi sembra rifuggire da ogni elemento quantitativo e apparentarsi piuttosto con la letteratura tanto da risultare totalmente estranea al metodo scientifico.
Secondo l'interpretazione classica di Karl Popper, infatti, la psicoanalisi (così come il materialismo dialettico e lo storicismo, che si sono presentati come teorie scientifiche), è una pseudoscienza in quanto non soddisfa il requisito fondamentale di controllabilità sperimentale (verificazionismo), che sta alla base del metodo scientifico. Qualunque insuccesso, infatti, può essere attribuito all'incapacità del paziente di raccontare la propria storia passata con sufficiente dettaglio e onestà. Freud, inoltre, e sino a pochi decenni fa la totalità degli psicoanalisti, rifiutò l'uso di tecniche empiriche per misurare l'esito dei trattamenti. La credibilità scientifica di Freud, in quanto clinico, venne distrutta dall'accesso a dati relativi all'effettivo esito clinico dei casi da lui vantati nei suoi articoli scientifici. Per esempio nello scritto "Etiologia dell'isteria", pubblicato nel 1896, Freud proclama il felice esito di 18 casi di isteria da lui curati, mentre nella corrispondenza privata con Wilhelm Fliess, successiva alla pubblicazione, riconosceva di non averne completato alcuno.
Secondo Popper, quindi, si tratta di cosiddette "teorie altamente esplicative", nel senso che sembrano avere una spiegazione valida per ogni fenomeno da esse preso in considerazione. Questo è però anche il loro punto debole, in quanto il loro potere esplicativo si sottrae a qualsiasi controllo empirico riproducibile sperimentalmente; cioè, per usare la terminologia di Popper, non sono "falsificabili".
Lo statuto epistemologico della psicoanalisi è quindi stato variamente criticato e lungamente dibattuto, anche in parallelo alle sue diverse evoluzioni teoriche e metodologiche. Le osservazioni popperiane sulla sua scarsa falsificabilità hanno diffuso una visione piuttosto critica del suo status epistemico e, a partire dagli anni ottanta e novanta del XX secolo, hanno costretto gli psicoanalisti a una maggiore attenzione per la verifica empirica dei loro risultati clinici. In parallelo, inoltre gli studiosi dei fondamenti teorici della psicoanalisi si sono interessati all'integrazione della modellistica teorica psicoanalitica con altre linee di ricerca psicologica e psichiatrica e agli spunti integrativi con le neuroscienze. Questi sviluppi hanno portato a una visione più articolata e in forte evoluzione del suo statuto scientifico, nel contesto dei più ampi studi psicodinamici.

### Grafologia
Uno status ambiguo ha la grafologia, che in ambito giudiziario (come perizia grafica) è ritenuta valida esclusivamente per le valutazioni di corrispondenza di campioni di grafia effettuate con metodo scientifico (grafometrico o grafonomico), mentre in ambito psicologico e personologico (ad esempio per la parte che dovrebbe svelare la personalità dello scrivente) resta priva di qualsiasi supporto scientifico e sperimentale ed è considerata tout court una pseudoscienza.

## La "scienza" imposta
Pseudoscienza sarà per forza di cose anche ogni scienza la cui verità è imposta con mezzi normativi e coercitivi dal potere politico, come la "biologia" di Trofim Lysenko sotto Stalin, che demolì, di fatto, la biologia sovietica e inflisse danni enormi all'agricoltura dell'URSS. La teoria era sostenuta dallo Stato in maniera coercitiva: chi esprimeva dissenso nei confronti di tale costruzione teorica non incorreva in una smentita a mezzo di articoli scientifici, bensì nell'internamento in un gulag.
Lo stesso va ovviamente detto della pretesa del comunismo del periodo staliniano di avere trovato una forma di "materialismo scientifico" in grado di analizzare la società e le sue dinamiche con risultati e certezze assolutamente "scientifiche".
Infine, pseudoscienza si rivela qualsiasi scienza nella quale l'agenda politica prevale sul bisogno di conoscenza. Questo è, per esempio, il caso del razzismo scientifico, che oggi è facilmente riconoscibile come pseudoscienza, ma che, all'inizio del Novecento, ottenne uno status di tutto rispetto in cerchie piuttosto ampie, pur non avendo mai ottenuto il consenso pieno della comunità scientifica. Caratteri simili presenta oggi, per molti versi, anche la sociobiologia.

## Scienza e non-scienza
Pur essendo estranee al campo delle pseudoscienze, taluni campi del sapere sono discussi nella loro qualificazione di scienza in senso proprio. Alcune dottrine umanistiche, per il loro campo di studio (la psiche umana, la società umana, la politica...), secondo alcuni (essenzialmente di estrazione positivista) non potrebbero ambire ad uno status scientifico in senso stretto, non essendo in grado di produrre dati sperimentali, verificabili e falsificabili, come ad esempio, talune scienze sociali quali:
- le scienze politiche
- le scienze dell'educazione
- le scienze della comunicazione
- la bioetica

Ognuno di questi ambiti di conoscenza troverebbe una migliore collocazione nell'ambito della filosofia che della scienza. Esse sarebbero "scienze" solo nel senso antico del termine ("sapere", "conoscenza"), ma non in quello moderno.

### Metafisica e pseudoscienza
Non tutta la non-scienza è pseudoscienza. Così come metafisica e pseudoscienza non sono necessariamente concetti analoghi o similari. Ogni teoria scientifica viene formulata all'interno di un inquadramento concettuale, che appartiene alla metafisica. Ne è un esempio lo spaziotempo assoluto della meccanica newtoniana. Una stessa teoria scientifica può essere calata in diverse metafisiche: è il caso delle interpretazioni della meccanica quantistica (quella di Copenaghen, quella a molti mondi, quella delle variabili nascoste, ecc.). La differenza tra metafisica e pseudoscienza è data dalla circostanza che la seconda non teme di essere smentita poiché non si presta al confronto e cresce "cancerosamente" su se stessa; [...] la linea di demarcazione tra la metafisica e la pseudoscienza sta nella loro fecondità o sterilità nei confronti delle teorie confutabili da esse generate. La metafisica diventerà pseudoscienza quando, invece di anticipare i fatti, li rincorrerà creando una serie di ipotesi ad hoc.

### Protoscienza e pseudoscienza
Da non confondere con la pseudoscienza è la protoscienza; quest'ultimo è un termine usato per descrivere ipotesi che non sono ancora state adeguatamente testate con metodo scientifico poiché risultano "immature" e non pronte per essere testate. Tale termine può inoltre descrivere la transizione di un corpo di conoscenze pratiche verso l'area scientifica. Di contro il termine pseudoscienza è riservato a quelle teorie che non sono sperimentabili (in pratica o in principio) o per le quali i test svolti hanno dato esito negativo. Ciò non toglie che un'area di conoscenza definita protoscienza possa, una volta sperimentata con esito negativo, confluire nel campo delle pseudoscienze, così è stato ad esempio per l'alchimia.

## Motivazioni psicologiche e sociologiche delle pseudoscienze
Il pensiero pseudoscientifico è stato spiegato in termini psicologici e sociologici. La tendenza umana di ricercare conferme piuttosto che confutazioni (cd. effetto di selezione), la tendenza a mantenere credenze confortanti e la tendenza a generalizzare sono alcune delle ragioni poste alla base del pensiero pseudoscientifico. Secondo Beyerstein, gli esseri umani sono portati ad associazioni fondate sulle sole somiglianze e spesso sono portati a sbagliare l'attribuzione dell'effetto a una data causa.
Lindeman sostiene che le motivazioni sociali (ad esempio: comprendere se stessi e il mondo, avere il senso del controllo sulle cose, sentirsi accettati e mantenere la propria autostima) sono più facilmente appagate dalle pseudoscienze che non dalla scienza. Inoltre le spiegazioni pseudoscientifiche generalmente non sono analizzate razionalmente ma solo con il metro dell'esperienza; si ritiene valido ciò che "funziona ed è soddisfacente e sufficiente per se stessi", offrendo così una descrizione del mondo semplicistica e riducendo l'ammontare di lavoro necessario per comprendere situazioni ed eventi complessi.
Odo Marquard ritiene che i vantaggi che la scienza fornisce all'uomo sono dapprima accolti con entusiasmo, poi con indifferenza, quindi con ostilità. Nella società attuale, tale ostilità si manifesta o con l'aderenza a movimenti New Age o con l'adesione a discipline alternative più a "misura d'uomo", spesso l'essere umano manifesta questa ostilità aderendo a entrambe.

## Le pseudoscienze come religioni atee
Da un punto di vista sociologico, il proliferare delle pseudoscienze nel XX secolo può essere spiegato col tentativo di fornire, a dottrine che un tempo sarebbero rientrate senza alcun'incertezza nel campo della religione, l'autorevolezza della scienza, percepita a livello popolare come fonte di "certezze" più della religione (una percezione questa che non è invece condivisa dal mondo scientifico stesso, che non ha certezze definitive, ma solo teorie accettate come valide fino a prova contraria).
In un certo senso le pseudo-scienze sono una risposta pseudo-religiosa alla crisi d'autorevolezza delle religioni, un esempio ne sono i cosiddetti movimenti del potenziale umano.
Le pseudoscienze hanno una visione al tempo stesso atea e religiosa della vita. Postulano una realtà in cui la vita umana è sì pervasa e spesso condizionata da immani energie (cosmiche, psichiche, eteree... o più banalmente magnetiche, radioattive e simili), ma nella quale la felicità non è garantita dall'obbedienza cieca a un Dio.
Al contrario le pseudoscienze pongono l'enfasi sulla capacità dell'individuo di comprendere caso per caso, situazione per situazione, ma soprattutto (pseudo)razionalmente e con atteggiamento di ricerca per così dire "scientifica", gli elementi che permettono l'armonia fra l'essere umano e l'ambiente che lo circonda, "personalizzando" su misura il rapporto con il trascendente. Le pseudoscienze hanno insomma subito l'innegabile fascinazione delle scienze nella loro visione della Natura come immenso orologio i cui meccanismi sono studiabili e comprensibili, e di conseguenza nel loro bisogno di esaminare la realtà circostante per capirla, e per capirne le leggi, in modo da piegarle a favore degli esseri umani.
D'altro canto le pseudoscienze, come le pseudoreligioni, preferiscono sempre il metodo deduttivo: un'"antica tradizione" (la cui "verità" si basa esclusivamente sull'autorevolezza derivata dalla sua antichità o da quella indiscutibile del suo fondatore), stabilisce alcuni principi generali astratti, a partire dai quali si scelgono selettivamente i fenomeni adatti a confermare la tradizione stessa, che quindi si auto-conferma, senza bisogno di un confronto coi dati sperimentali della realtà. Il metodo scientifico viene anzi disprezzato, svalutato e definito "inadatto a capire le verità davvero profonde" ogni volta che produce risultati che contraddicono le "verità" che non si ha intenzione di mettere in discussione.
Da questo punto di vista, insomma, più che di "pseudoscienze" sarebbe opportuno parlare di "religioni scientiste-meccaniciste", su base atea, che concepiscono la realtà come un immenso meccanismo, per spiegare il quale non hanno bisogno di fare ricorso a una divinità, ma che al tempo stesso rifiutano di usare il metodo scientifico per dimostrare quelli che affermano - a torto - essere "fatti" "scientificamente dimostrabili".
Questa contaminazione di due piani, quello religioso e quello scientifico, che nella cultura ufficiale sono invece separati, spiega anche come mai le pseudo-scienze arrivino spesso a contaminare in modo sincretistico elementi religiosi ed elementi scientifici: ad esempio il guaritore che pretende di curare imponendo le mani potrà far precedere il rito da una preghiera o usare la bibbia come talismano, mentre poi indossa guanti o mascherina chirurgica. Oppure le dottrine New Age mescolano buddhismo, astrologia, numerologia e varie altre dottrine.
Nelle pseudoscienze si incontrano in effetti tutti i gradi di mescolanza fra linguaggio scientifico e contenuto religioso, fino al caso estremo delle vere e proprie religioni scientiste, come Scientology.

### Articoli su riviste conrevisione paritaria
- Mario Bunge, Demarcating science from pseudoscience, in Fundamenta Scientiae 3, 1983: 369-388
- Sven Ove Hansson, Defining Pseudoscience, in: Philosophia naturalis 33, 1996, Vol. 1: 169-176

### Altri articoli
- Barry L. Beyerstein, Distinguishing Science from Pseudoscience, 1995, disponibile online qui Archiviato il 20 agosto 2003 in Internet Archive.
- (EN) Massimo Pigliucci, Science and fundamentalism, in EMBO reports, vol. 6, n. 12, 2005,  pp. 1106-1109, DOI:10.1038/sj.embor.7400589.

### Libri
- Martin Gardner, Nel nome della scienza, Ancona: Transeuropa, 1999 (titolo originale: Fads and Fallacies in the Name of Science, 1957)
- Paolo Rossi, Introduzione, in  Paolo Albani, Paolo della Bella, Forse Queneau. Enciclopedia delle scienze anomale, Bologna, Zanichelli, 1999, ISBN 9788808260703.
- Fred Wilson, The Logic and Methodology of Science and Pseudoscience, Toronto: Canadian Scholars Press, 2000, ISBN 1-55130-175-X
- Alan Sokal, Pseudosciences et postmodernisme. Adversaires ou compagnons de route?, Parigi: Odile Jacob, 2005
- Karl Raimund Popper, Congetture e confutazioni, Ed. Il Mulino - Bologna 1972
- Massimo Pigliucci, Boudry M (edit), Philosophy of Pseudoscience: Reconsidering the Demarcation Problem, University of Chicago Press, 2013
- Marco Ciardi, Breve storia delle pseudoscienze, Milano, Hoepli, 2021, ISBN 978 88 360 0013 5